# Parakan (Tirtamulya)
Parakan is een bestuurslaag in het regentschap Karawang van de provincie West-Java, Indonesië. Parakan telt 4784 inwoners (volkstelling 2010).